# براشلیان
براشلیان (به بلغاری: Brashlyan) روستایی در بلغارستان است که در استان بورگاس واقع شده‌است. براشلیان ۵۶ نفر جمعیت دارد و ۲۴۰ متر بالاتر از سطح دریا واقع شده‌است.